# Хролин

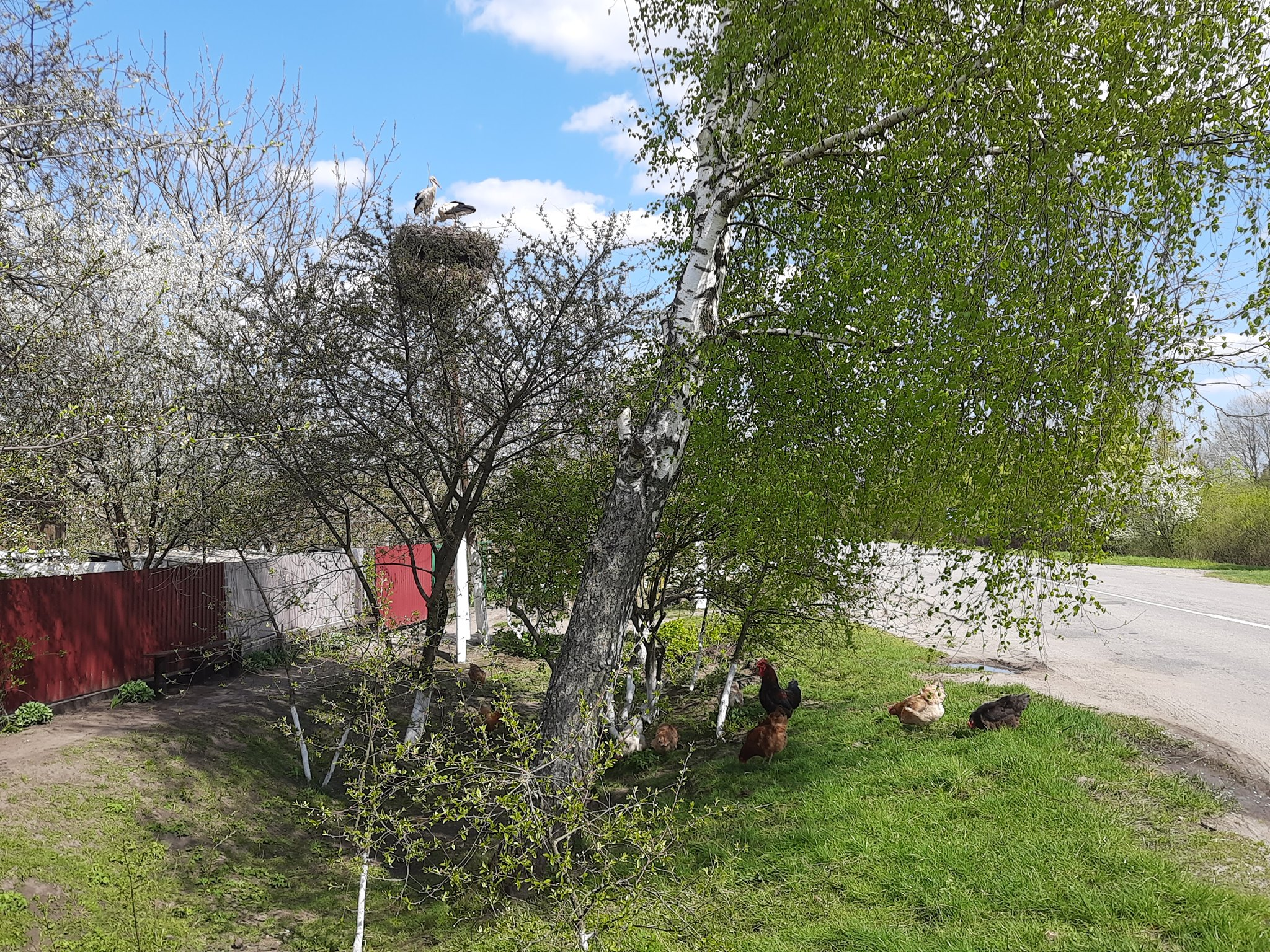
Сільська вулиця

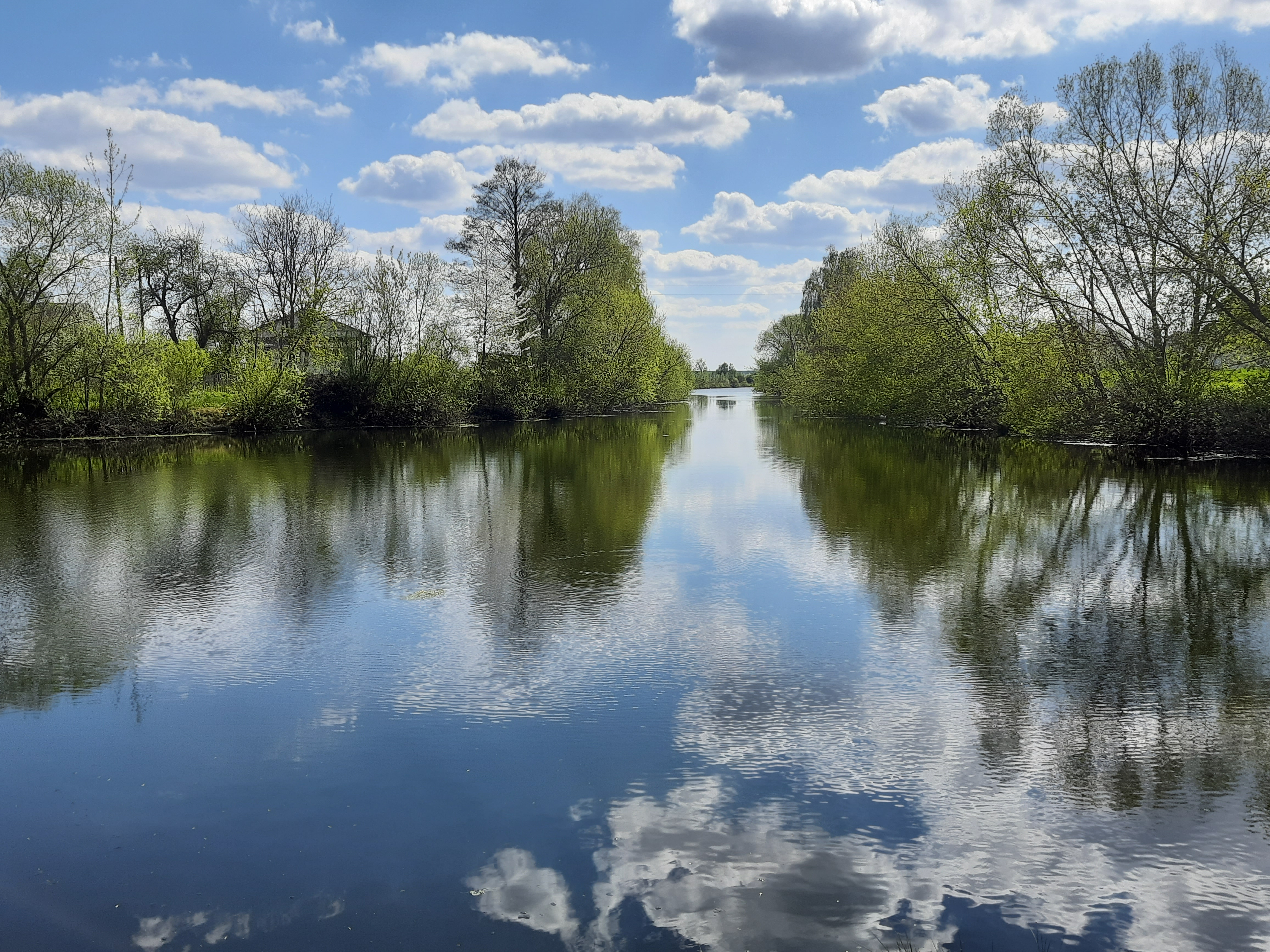
Сільський став

Хро́лин — село в Україні, в Судилківській сільській територіальній громаді Шепетівського району Хмельницької області. Населення — 865 осіб (2007).

## Географія
Хролин розташований у верхній течії річки Цвітоха, правій притоці річки Горинь (басейн Прип'яті). В південній частині через село проходять автодорога та залізниця Шепетівка-Полонне. В межах села знаходиться залізнична станція Хролин.

### Клімат
Хролин характеризується досить комфортним помірно континентальним кліматом з теплим літом і м'якою зимою. У цілому є оптимальною зволоженість з середньо річною кількістю опадів 630–670 мм. Погода у районі, а зрештою і клімат, визначається передусім атмосферною циркуляцією, зокрема, чергуванням циклонів та антициклонів. Основна причина їх утворення — нерівномірність нагрівання суходолу та моря.
Протягом року переважає антициклонічна діяльність, якій властива доволі стійка, безхмарна погода. Натомість прихід циклонів супроводжується значними змінами температури, опадів та вітром. Тиск атмосферного повітря в середньому за рік становить 983 гПа (мм рт. ст..). У цілому за рік переважають вітри із заходу.
Тривалість сонячного сяйва (год/рік) — 1600–1800. Тривалість без морозного періоду 150–160 днів.

### Гідрографія
Хролин розташований у верхній течії річки Цвітоха, правій притоці річки Горинь (басейн Прип'яті). Загально довжина р. Цвітоха становить 39 км, площа водозбору 368 км², похил 1,7 м/км. Долина річки коритоподібна, ширина річище до 5 метрів. Також є меліоративні канали та штучні ставки.

### Ґрунти
Ґрунти на півночі села дерново — підзолисті, в центральній частині і на півдні — опідзолені чорноземи.

## Герб
Геральдичні троянди – символ однієї з версій назви села (flos – floris “Фльорини”). Три вікна і залізничне колесо – символ залізниці і дерев’яного вокзалу, ширше – вікна рідного дому, куди хочеться повертатися.

## Історія
Перша згадка про село Хролин датується 1493 роком. В середині XIV століття ці землі прибрали до своїх рук литовські феодали Коріатовичі, згодом вони перейшли до князів Острозьких. У складі козацьких загонів М.Кривоноса жителі села брали активну участь у визвольній війні українського народу 1648–1654 років. Згодом землі переходять до князів Любомирських, потім — князів Сангушків, а в 1859 році — до останніх власників Шепетівщини — графів Потоцьких, які тут були до 1917 року.
Значного розвитку село набуло після відкриття залізниці. Залізничну станцію було відкрито у серпні 1873 року, одночасно із відкриттям руху на всій лінії Бердичів — Ковель, під такою ж назвою. Електрифікована разом з усією лінією 1964 року.
У 2-й половині квітня 1919 року в районі Хролина розгорнулися жорстокі бої, в яких брав участь знаменитий панцерник "Стрілець"
Шепетівський район був організований в 1922 році, до складу якого входили Шепетівська, Судилківська, Хролинська волості Заславського повіту Волинської губернії. Село постраждало внаслідок геноциду українського народу, проведеного урядом СРСР 1932–1933. Національна книга пам'яті жертв Голодомору подає 113 осіб — мешканців села, яких окупаційний комуністичний режим убив голодом. Серед них цілі родини Білоусів, Гуменюків, Заріцьких, Коцюрб, Дударів, Миронюків, у більшості — діти.
22 вересня 1937 року Вінницьку область було поділено на дві і утворено Кам'янець-Подільську область, до складу якої увійшов Шепетівський район, що вийшов зі складу Вінницької області. Хролин належить до Хролинської сільської ради, яка була утворена 1937 роки. Сільській раді підпорядковуються 5 населених пунктів, села: Велика Медведівка, Купино, Савичі, Травлин, Хролин. З січня 1954 року, у зв'язку з перейменуванням Кам'янець Подільської області у Хмельницьку, Шепетівський район і село Хролин входить до складу останньої.

### Населення
Населення, за даними на 2011 рік, становить 865 осіб. Через те, що площа села становить 1,38 км², то густота населення дорівнює 626,8 осіб/км².
Коефіцієнт народжуваності (кількість народжених на 1 000 осіб населення, 2011рік) дорівнює 8,09. Коефіцієнт смертності (кількість померлих на 1 000 осіб населення, 2011) — 17,34. Природний приріст населення (осіб на 1 000 осіб населення, 2011 рік) — (-9,25).
У селі проживають переважно українці, але також є росіяни і вірмени. Всі жителі села є православними християнами.

### Геологічна будова, рельєф та корисні копалини
Село лежить в межах Українського кристалічного щита. У рельєфі йому відповідає Волинська височина, вся територія зайнята хвилясті льодовикові та водно-льодовикові рівнини. Середня висота над рівнем моря 263 м. Є поклади глини, піску, а також у перспективі є видобуток каоліну.

### Господарство
У селі є СТОВ «Добробут» в якому працює 167 осіб. Воно спеціалізується на рослинництві і тваринництві. Рослинництво представлено вирощуванням пшениці(ярої і озимої), жита, ячменю(в тому числі пивоварного), кукурудзи, ріпаку, цукрових буряків. Тваринництво представлено такими галузями : свинарство, вівчарство, молочно-м'ясне скотарство.
Також у Хролині є малопотужна пилорама та млин.

### Соціальна сфера
У селі Хролин є церква св. ап. єв. Іоана Богослова (Православна церква України), будинок культури, сільська бібліотека, загальноосвітня школа І-ІІ ступенів, дитячий садок, амбулаторія сімейної медицини, кафе-бар «Меркурій», п'ять продуктових магазинів (чотири з яких приватні і один державний) та одна аптека (приватної форми власності). У селі немає спеціально обладнаних зон для відпочинку. Також в межах с. Хролин відсутня туристична діяльність, яка могла б тут розвиватися внаслідок мальовничості природи.

### Транспорт
В південній частині через село проходять автодорога та залізниця Шепетівка — Полонне. В межах села знаходиться залізнична станція Хролин, яка була відкрита у 1873 році. Всі вулиці села асфальтовані та газифіковані.

## Рослинний світ
На півночі села знаходиться ліс, в якому основними деревними видами є : сосна, дуб, береза, вільха, ясен.
Баранець звичайний, верба чорнична, осока богемська, плаун колючий, багатоніжка проміжна, багно болотне, вовчі ягоди звичайні, журавлина болотна, лохина, осока багнова, осока кульконосна, осока пухнастоплода, перстач білий, плаун булаво видний, пухівка піхвова, пухівка широколиста, пухирник звичайний, росичка кругло листа, сухоцвіт багновий, хвощ рябий, осока дерниста, чорниця звичайна, малина, ковила, подорожник звичайний, кульбаба, кропива дводомна, береза та інші.

## Тваринний світ
Зареєстровано близько 200 видів хребетних тварин. У лісах спостерігається 3 види земноводних: квакша, жаба гостроморда, жаба трав'яна і 3 види плазунів: веретільниця ламка, вуж звичайний і гадюка звичайна. У гніздовий період зареєстровано 61
вид птахів: осоїд, шуліка чорний, канюк звичайний, змієїд, орел-карлик, підорлик малий, деркач, зозуля звичайна, припутень, синяк, сова сіра, дрімлюга, крутиголівка, жовна сива, жовна чорна, дятел звичайний, жайворонок лісовий, щеврик лісовий, волове очко, кобилочка річкова, очеретянка чагарникова, берестянка, сорокопут терновий, золотомушка жовточуба, шпак звичайний, крук, сойка, вівчарик ковалик, вівчарик жовтобровий, вівчарик весняний, кропив'янка чорноголова, мухоловка білошия, мухоловка сіра, мухоловка мала, дрізд співочий, дрізд чорний, дрізд-омелюх, вільшанка, горихвістка звичайна, соловейко східний, вивільга, синиця довгохвоста, синиця блакитна, синиця чубата, синиця чорна, гаїчка болотяна, повзик, підкоришник звичайний, горобець польовий, зяблик, костогриз, щиглик, зеленяк, вівсянка звичайна, вівсянка садова. На лісових болотах, річках і струмках зустрічаються крижень, чирянка велика, журавель сірий, коловодник лісовий, слуква, рибалочка. У періоди міграцій та в зимовий період в лісі спостерігаються підорлик великий, золотомушка червоночуба, гаїчка-пухляк, в'юрок, чиж, шишкар ялиновий, снігур.
Ссавці представлені такими видами: їжак, кріт звичайний, бурозубка мала, білозубка мала, нетопир лісовий, вовк, лисиця, борсук, куниця лісова, ласка, горностай, тхір чорний, вепр, сарна європейська, лось, заєць-русак, вивірка, вовчок лісовий, вовчок сірий, вовчок горішковий, миша жовтогорла, миша лісова, миша мала, бобер, ондатра, білозубка білочерева, куниця кам'яна, миша хатня, миша польова, нориця звичайна.

## Персоналії
Радіон Прокопчук - народився і виріс в с. Хролин, є учасник творчого дуету "Ейфорія", член команди КВК "Наш Формат", учасник та чемпіон багатьох всеукраїнських ліг КВК (дворазовий чемпіон та віце-чемпіон Подільської ліги КВК в м. Хмельницький, чемпіон та віце-чемпіон Подільської ліги в м.Кам`янець-Подільський, дворазовий володар благодійного кубка "Подаруй дитині усмішку", півфіналіст міжнародної офіційної ліги КВК МС "Європа" м.Рівне, учасник міжнародного фестивалю КВК "КіВіН" м.Сочі), дворазовий учасник шоу " Розсміши коміка ", переможець проекту "Голос Кам'янця" у 2014 році. З серпня 2014 року працює ведучим на радіо "Калуш 107,4 FM".